# Lista över Kap Verdes premiärministrar
Kap Verdes premiärminister är Kap Verdes regeringschef.

## Premiärministrar (1975-nutid)
Detta är en lista över Kap Verdes premiärministrar sedan republikens självständighet från Portugal 1975.
| Nr | Premiärminister                  | Premiärminister | Tillträdde      | Avgick          | Politiskt parti |
| -- | -------------------------------- | --------------- | --------------- | --------------- | --------------- |
| 1  | Pedro Pires (1934– )             |                 | 8 juli 1975     | 4 april 1991    | PAICV           |
| 2  | Carlos Veiga (1949– )            |                 | 4 april 1991    | 29 juli 2000    | MpD             |
| 3  | Gualberto do Rosário (1950– )    |                 | 29 juli 2000    | 1 februari 2001 | MpD             |
| 4  | José Maria Neves (1960– )        |                 | 1 februari 2001 | 22 april 2016   | PAICV           |
| 5  | Ulisses Correia e Silva (1962– ) |                 | 22 april 2016   |                 | MpD             |